# Некрасовська
Некра́сівська — станиця в Усть-Лабинському районі Краснодарського краю. Центр Некрасівського сільського поселення.
Населення — 4,8 тис. мешканців (2002).

## Географія
Станиця розташована на правому березі Лаби, за 7 км південно-східніше районного центру — міста Усть-Лабинськ, де розташована найближча залізнична станція.

## Історія
- Земляне укріплення, відоме нині як Некрасівське городище, що на околиці станиці, побудовано козаками-некрасовцями, які переселилися на Кубань з Дону після булавинського повстання 1708 року. Тут, на землях адигів, вони були в формальній залежності від турецького султана. Городище було зміцнено кам'яними плитами, використаними пізніше при будівництві станиці. Населення залишило містечко, частина некрасовців переселилася на територію Задунав'я, частина жила в адигейських аулах ще під час Кавказької війни. На початку XXI сторіччя на старому укріпленні було поставлено пам'ятник на честь першого козацького поселення на Кубані.
- Станиця Некрасівська була заснована у 1843, у складі Нової (Лабинської) лінії переселенцями зі станиць Старої лінії. Назву отримала від укріплення. За непідтвержденними даними, які трапляються в пресі з початку XX століття, у станиці на час заснування мешкало кілька сімей нащадків некрасовців.
- До 1920 станиця входила до Майкопського відділу Кубанської області.

## Адміністративний поділ
До складу Некрасівського сільського поселення крім станиці Некрасівська входять також: 
- хутір Заречний
- хутір Кадухин
- хутір Кубанський
- хутір Огоньок

## Відомі уродженці
- М. К. Соломахін (1888-1947) — генерал-майор, під час громадянської війни командував полком і бригадою Кубанської армії, в еміграції виконував обов'язки начальника Кубанського походного штабу, під час Другої світової війни воював проти СРСР. Видано у Лієнці радянським військам.